# 神盾局特工 (第六季)
《神盾局特工》第六季（英語：Agents of S.H.I.E.L.D. Season 6）於2019年5月10日在ABC首播，是根據漫威漫畫中的组织神盾局（國土戰略防禦攻擊與後勤保障局）改編，故事圍繞在探員菲爾·考森（克拉克·格雷格飾演）與其團隊的故事，由喬斯·溫登、傑德·溫登與茉莉莎·譚雀羅蘭開創，並繼續由傑德·溫登、茉莉莎·譚雀羅蘭和傑佛瑞·貝爾擔任節目統籌。

## 製作
ABC於2018年5月14日宣布續訂本季，一共為數13集，集數比以往季度較少。2018年11月，ABC於本季開播之前續訂第七季，同時作為最終季。而第六季首播集將同時會紀念史丹·李。本季同時不同於以往季度，將不會和漫威電影作品有著直接關係或聯繫，以確保劇集有著單獨的故事走向。
克拉克·格雷格在本季以常設形式回歸飾演菲爾·考森以外，還以主演形式飾演一位全新角色「中士」（Sarge），而溫明娜、汪可盈、伊恩·德·卡斯泰克、伊麗莎白·韓斯翠奇、亨利·西蒙斯和娜塔莉亞·科多娃-巴克利等主要演員均回归本季主演陣容，在第五季中擔綱常設演員的傑夫·沃德，自本季起被提升为主要演員。

## 卡司

### 主要演員
- 克拉克·格雷格 飾演 中士 ＆ 菲爾·考森
- 溫明娜 飾演 梅琳達·梅
- 汪可盈 飾演 黛西·約翰森／震盪女
- 伊恩·德·卡斯泰克 飾演 里奧·費茲
- 伊麗莎白·韓斯翠奇 飾演 潔瑪·西蒙斯
- 亨利·西蒙斯 飾演 艾爾方索·「麥克」·麥肯齊（英语：Al MacKenzie）
- 娜塔莉亞·科多娃-巴克利（英语：Natalia Cordova-Buckley） 飾演 埃琳娜·「溜溜球」·羅德里奎（英语：Yo-Yo Rodriguez）
- 傑夫·沃德 飾演 迪克·蕭

### 常設演員
- 喬爾·斯托佛（英语：Joel Stoffer） 飾演 伊諾克
- 麥西米利安·奧辛斯基（英语：Maximilian Osinski） 飾演 戴維斯
- 布莉亞娜·凡斯克斯（英语：Briana Venskus） 飾演 派珀
- 盧卡斯·布萊恩特 飾演 凱勒
- 溫斯頓·詹姆斯·法蘭西斯（英语：Winston James Francis） 飾演 賈科
- 麥特·歐黎瑞 飾演 派斯
- 布魯克·威廉斯（英语：Brooke Williams） 飾演 雪花
- 貝瑞·沙巴卡·亨利（英语：Barry Shabaka Henley） 飾演 馬庫斯·班森
- 克里斯多福·詹姆斯·貝克 飾演 瑪拉基
- 卡洛琳娜·懷德拉（英语：Karolina Wydra） 飾演 伊賽爾

### 客串演員
- 李維·米登（英语：Levi Meaden） 飾演 福克斯
- 賽維爾·希曼尼斯 飾演 汀克
- 保羅·特爾佛（英语：Paul Telfer (actor)） 飾演 威洛
- 史考特·克魯斯 飾演 博爾
- 提傑·阿爾瓦多 飾演 托德
- 茉莉莎·譚雀羅安（英语：Maurissa Tancharoen） 飾演 索柯雅
- 謝努·巴拉 飾演 崔佛·可汗
- 安東尼·麥可·豪爾 飾演 基特森先生
- 雪莉·索姆（英语：Sherri Saum） 飾演 阿塔拉
- 詹·烏汀（英语：Jan Uddin） 飾演 以賽亞
- 克里斯迪安·歐查 飾演 巴賈德
- 考伊·史都華（英语：Coy Stewart） 飾演 佛林特（英语：Flint (Marvel Comics)）

## 集數
| 總集數 | 集數 （季） | 標題                                                     | 導演               | 編劇                           | 首播日期      | 美國收視人數 （百萬） |
| --- | ----------- | -------------------------------------------------------- | ------------------ | ------------------------------ | ------------- | --------------------- |
| 111 | 1           | 殘缺不全 Missing Pieces                                  | 克拉克·格雷格      | 傑德·溫登 ＆ 茉莉莎·譚雀羅安   | 2019年5月10日 | 2.31                  |
| 考森逝世過去一年，接替局長職務的麥克帶領神盾局進行重建與招募工作，同時努力調查近期於世界各地不同地點發生的能量異常波動現象。其中一個現象發生時，三名「外來人」靠傳送門穿越至地球上，但有一名男子還未穿越過來就因傳送門失效而死在混凝土墻壁上。在外太空，黛西、潔瑪、派珀和戴維斯四人駕駛和風一號搜查費茲的蹤跡，其一年前在伊諾克陪伴下睡入冬眠艙，所在的宇宙船卻受到另一艘大型宇宙船襲擊，導致兩人從此下落不明。四人到達以燃料交易聞名的德瑞林星找到費茲搭乘的船體殘骸，最後只找到空無一人的冬眠艙而無跡可尋。後來，她們不巧碰上一艘隸屬銀河聯盟的太空驅逐艦，急切想找到費茲的潔瑪冒險抵制其他人的決定，輸入冬眠艙來源地的遠方星系坐標而集體傳送過去。梅和麥克招募前教授馬庫斯·班森幫他們創立新的神盾局學院，在這之前先幫他們調查能量異常事件。班森在困於混凝土的外來人屍體上找到標註坐標的儀器，麥克認為是對方下一個行動地點而指派梅的小隊到現場查看。然而，小隊沒能阻止敵方炸毀一間博物館，爆炸為敵方領袖「中士」打開穿越至地球的通路。中士駕駛一輛行動貨車現身救走他的人，其長相跟考森幾乎“一模一樣”，然而梅目睹他當場殺害一名年輕特工。而當時費茲身在宇宙某處，裝成外星人樣子執行維修工作。 |             |                                                          |                    |                                |               |                       |
| 112 | 2           | 絕佳時機 Window of Opportunity                           | 凱文·譚雀羅安      | 詹姆斯·C·奧利佛 ＆ 莎拉·奧利佛 | 2019年5月17日 | 2.18                  |
| 中士帶領他的三位傭兵賈科、派斯和雪花沿路洗劫所需物資後，將整輛行動貨車停在一間碼頭保持隱形狀態，隨後闖入一間珠寶店搶走大量能產生出強大壓電效應的水晶，準備將其作為他們的武器燃料。神盾局得知線報後集體攻入珠寶店，但中士靠手上科技製造直通貨車的傳送門作為撤離手段。梅認為對方“冒充”考森，獨自到碼頭找到隱形貨車，上車後連續擊敗賈科、派斯和雪花，但最後看到有著考森模樣的中士而遲疑，因此打輸而被扔回珠寶店，也因傳送門消失而追丟。班森調查出中士的DNA跟考森幾近吻合，當他分析混凝土墻屍體上的生物硬盤時，靠裡面保留的一段錄像得知，中士的團隊似乎親眼目睹過一座外來世界毀於一旦。另一方面，困於宇宙的費茲和伊諾克自從船被未知敵人摧毀後，藏身於一艘西維亞人的工程船上，費茲的人類身份一度暴露，但動手能力被艦長威洛賞識而保住一命。然而，威洛有意想殺死其他沒有用處的船員，費茲無法坐視不管，因此故意修改船上的氣閘系統，讓威洛跟他的隨從集體被吸進太空喪命。當船體即將抵達目的地「納洛阿奇亞星」（Naro-Atzia）時，費茲深知其他船員無法應對該星球的殘酷制度，因此暫時帶領其他船員開往別處。當他們離開不久，黛西一行人所在的和風一號抵達該星球，跟費茲的船擦肩而過。                                     |             |                                                          |                    |                                |               |                       |
| 113 | 3           | 外星賭城風情畫 Fear and Loathing on the Planet of Kitson | 傑西·鮑奇克        | 布蘭特·佛烈契 ＆ 克雷格·提特利 | 2019年5月24日 | 2.26                  |
| 費茲和伊諾克抵達銀河系不法分子群聚的賭城星球「基特森星」，由於船在卸貨途中被運貨者佔領，兩人被迫走入賭場參與各式各樣的賭博來將船贏回來。精算頭腦卓越的伊諾克起初在賭局中大贏，但後來不慎中對手的計而輸掉手頭所有籌碼。費茲冒險拿自己做賭注參與一場高風險賭局，任何輸家將會有慘痛下場。另一方面，潔瑪一行人抵達納洛阿奇亞星海關時，一位同是長生人的賞金獵人瑪拉基登艦尋找費茲，稱費茲本應在一年前就已身亡。黛西制伏瑪拉基後照他的情報前往基特森星，戴維斯到達後順手拿到一種外星食品且分給黛西和潔瑪食用，卻未知裡面有類似迷幻藥的成份。他們三人很快便神志不清，黛西和潔瑪跑到賭場把酒歡、表露心中的秘密。瑪拉基趁派珀和戴維斯不注意時逃離監禁，遠程使伊諾克全身停機、產生出一種刺耳頻率，由此追蹤到他和費茲的所在位置。費茲將伊諾克重啟後，伊諾克得知對方負責前來殲滅他們，而其他三位跟瑪拉基同是獵人的長生人殺進賭場，黛西想辦法集中注意力將三人擊敗。潔瑪這時剛好和逃出房間的費茲相遇，但兩人剛要上前擁抱，瑪拉基一瞬間用傳送盤趕到、將費茲抓走後撤離現場，再次錯過他的潔瑪僅碰上伊諾克。與此同時，身在地球的中士用奪取的水晶作燃料，往星空發射光束來得知他們的“目標”位置。                    |             |                                                          |                    |                                |               |                       |
| 114 | 4           | 黃色警戒 Code Yellow                                     | 馬克·寇派克        | 諾菈·查克曼 ＆ 莉菈·查克曼     | 2019年5月31日 | 2.35                  |
| 迪克在一年期間離開神盾局，獨自創立一間科技公司，大多用自己擅長的框架構建技術與一些神盾局科技為藍本，靠網紅女友索柯雅的宣傳而大紅大紫。然而，中士一行人開始追尋任何「不該在這條宇宙中存在」的目標人物，首先用一把特殊小刀殺死一位中年人並使其“水晶化”致死後，隨即來到科技公司追殺身為目標之一的迪克。中士起初冒充考森身份卻被迪克識破，整間公司人員被嚇跑後，迪克的親信崔佛·可汗同身為神盾局特工，呼叫麥克和梅帶隊前來。中士一行人開始用煙霧彈掩蓋行蹤時，迪克得知索柯雅困在大樓裡而一同前去幫忙，營救她的同時還幫麥克相繼打敗並抓獲派斯和賈科。唯獨中士和雪花逃之夭夭，但兩人將梅劫持走作為人質。在燈塔，埃琳娜和凱勒還未告知麥克關於他們倆的戀情一事，協助班森解剖被中士殺害的受害者屍體。他們調查得知受害者沒有特殊背景，屍體內部存在一隻外型類似蝙蝠的神秘寄生蟲，作用於能將人體血液轉化為自爆用的助燃劑。班森拔出兇刀的一瞬間導致寄生蟲逃脫，其飛入凱勒的嘴中爬進他的身體裡寄生。班森得知凱勒即使強行動手術也性命難保，凱勒沒來得及進隔離室，全身開始水晶化而變成足以摧毀整座燈塔的自爆裝置，無從選擇的埃琳娜只好忍痛用中士的小刀刺死凱勒來避免釀成慘劇。                                   |             |                                                          |                    |                                |               |                       |
| 115 | 5           | 另一件事 The Other Thing                                 | 盧·達蒙德·菲利普斯 | 喬治·基特森                    | 2019年6月14日 | 2.18                  |
| 梅被挾持過程中發現中士的大部分言行舉止跟考森一樣，而中士再度抓獲並殺害一位體內同樣感染寄生蟲的男子，將梅跟屍體關在一起，迫使她拿刀自衛刺死該寄生蟲。中士講解該寄生蟲稱作「伯勞」（Shrike），一種靠寄生宿主得以生存乃至毀滅世界的外來世界生物，只聽命於牠們的「創造者」。中士稱自己的團隊靠穿越各個世界，只為將所有伯勞跟其創造者一網打盡，梅最終反擊成功而抓獲他和雪花，將整輛貨車開回燈塔基地。當埃琳娜仍然在哀悼凱勒之死時，班森取出裡面確認死亡的寄生蟲與唯一能殺死牠的小刀材質相比較，發現跟神盾局先前查獲的三塊不同顏色和屬性的巨石極為相似。麥克分析首位感染者被殺前準備去的目的地得知，推斷這些寄生蟲會本能性驅使牠們的宿主前去地脈交界處匯聚，靠自爆手段炸毀行星能量矩陣，乃至毀滅整個地球。黛西一行人逃出基特森星後再度遇到銀河聯盟艦隊，但艦隊領袖是長生人將領阿塔拉，其母星被“神秘瘟疫”摧毀後佔領聯盟艦隊。阿塔拉同時揭示她指派瑪拉基挾持費茲，強制黛西一行人將穿越時間的方法和儀器提供給她，伊諾克只想保護費茲而將潔瑪出賣給阿塔拉，不想讓同伴繼續涉險的潔瑪決定投降，讓黛西三人被放過後駕駛和風一號回到地球。伊諾克如實對費茲供述自己出賣他和潔瑪，將他們倆交予阿塔拉處置。              |             |                                                          |                    |                                |               |                       |
| 116 | 6           | 心靈牢籠 Inescapable                                     | 傑西·鮑奇克        | DJ·多伊爾                      | 2019年6月21日 | 2.12                  |
| 阿塔拉使用一台特殊腦波儀器，將費茲和潔瑪兩人的意識困入一間思想牢獄中，強制他們必須合作解答時間穿越技術。兩人在牢獄裡獨處的過程中，潔瑪不肯告知費茲關於她們成功改變未來、打破時間輪迴卻導致他和考森最終喪命的事情；在外監視的阿塔拉也逐漸不耐煩。兩人隨後走訪他們在神盾局學院認識彼此、乃至一起被考森招收進團隊的美好回憶，但費茲最終靠潔瑪的一段回憶中，得知自己喪命並已經和她結婚的實情。隨著費茲的頭腦一時無法承受事實，不慎釋出框架中的邪惡費茲，導致潔瑪命懸一線；而費茲則被一個“喪屍化”的潔瑪追趕，其由潔瑪多年來累積的精神壓力所塑造出來。兩人均被擒獲後備受折磨，一度用頭腦塑造出自己的戰友來脫身，隨後躲在一起時發生激烈爭吵。但他們靠這些年面對過如此多的困難、卻依然屹立不倒的強大愛情，最終諒解彼此而克服各自心中的恐懼。在現實，由於阿塔拉準備對他們實施刑求手段，伊諾克再也無法忍受她的殘酷，因此背叛且擊昏阿塔拉和她的所有部下。費茲和潔瑪受他的幫助而在現實清醒並團聚，隨後跟著伊諾克用傳送盤集體傳送至未知的地方。在地球，黛西向麥克匯報費茲還活著後，順勢匯報長生人的母星被毀的情報，而麥克逐漸認為毀滅長生人母星的罪魁禍首，如今可能就躲在地球的某處。                        |             |                                                          |                    |                                |               |                       |
| 117 | 7           | 早說過 Toldja                                            | 基斯·波特          | 馬克·萊納                      | 2019年6月28日 | 2.17                  |
| 費茲、潔瑪和伊諾克三人不巧被傳送盤送回基特森星賭場，傳送盤隨即丟失而使他們受困，之後還因先前引發騷亂而被星球統治者基特森先生抓獲。費茲和潔瑪被鎖進斷頭台作為餘興節目，正當他們命懸一線時，一位星際女傭兵伊賽爾出錢解救出他們倆和伊諾克。伊賽爾表示她即將前往地球去取回有人從她手中偷走的「高價文物」，因此決定招募來自地球的費茲和潔瑪。四人於是聯手搶回被人扣留的西維亞工程船準備航回地球，而伊諾克認為自己使命已達成，決定就此跟他們分道揚鑣，準備去幫其他長生人尋找新家園。在地球，中士一行人被神盾局關押，黛西等人對中士有考森的長相感到極為震驚，四個人都不配合審訊、一心只想離開並繼續他們的任務，賈科一度試圖靠“噴火”逃生卻再度被黛西制伏。迪克靠中士的追蹤器得知兩個伯勞宿主即將匯聚，麥克派梅和埃琳娜搶先帶隊活捉到兩個宿主，將他們關入隔離艙帶回去治療。但兩個宿主很快開始互動結晶，即將從隔離艙中突破出來。整架飛機命懸一線，神盾局不知如何應對這種情況，無從選擇的麥克向中士承諾會釋放他們並歸還貨車，才讓中士透漏伯勞的一大弱點在於怕冷，梅迅速攀升飛機高度、降低機內溫度才使兩個宿主解體，及時救下飛機上的隊員。麥克承認他的方式這次將不管用，因此只能姑且聽從中士。              |             |                                                          |                    |                                |               |                       |
| 118 | 8           | 星際碰撞（上） Collision Course (Part I)                 | 克莉絲汀·溫德爾    | 傑佛瑞·貝爾 ＆ 克雷格·提特利   | 2019年7月5日  | 1.79                  |
| 中士稱所有伯勞宿主會受本能驅使前往同一個地點匯聚，用各自的軀體結晶建成一座水晶塔來為其創造者鋪路，而整座塔最後會轉化為成千上萬隻伯勞吞噬整個地球。麥克勉強跟他達成共識，釋放雪花並指派梅、黛西和迪克跟隨他前去，自己暗中帶隊搭乘和風一號在空中監視；靠班森找到的情報，麥克發覺伯勞創造者極可能是印加神話中的一位古老惡魔。行進路上，黛西無法問出中士的來歷，而中士唯獨交代伯勞的創造者名叫「伊賽爾」，稱她殺死過自己的家人。在外太空，對伊賽爾身份毫不知情的費茲和潔瑪靠完善引擎，成功使工程船跳躍至地球附近，同時得知伊賽爾要找的文物是當時已炸毀的三塊巨石。伊賽爾暗中製造出多隻伯勞寄生所有船員，僅除費茲和潔瑪。當地球上所有宿主開始建塔時，一心想自保的派斯供出中士準備用貨車炸毀整座塔來殺死伊賽爾。當時，中士將貨車設定好自動駕駛、全速行駛至水晶塔方向進行碰撞即爆，甚至拋棄同伴雪花走為上策，製造傳送門逃至和風一號上救出派斯和賈科。梅一行人只好釋放雪花共同想辦法，唯一懂電工的迪克想辦法拆解炸彈。伊賽爾的船進入大氣層後開始靠近水晶塔，讓眾人面臨可能會造成“毀天滅地”後果的星際碰撞。另一方面，伊諾克開始聯繫老朋友重建長生人文明時，瑪拉基仍然在想辦法抓回費茲和潔瑪。            |             |                                                          |                    |                                |               |                       |
| 119 | 9           | 星際碰撞（下） Collision Course (Part II)                | 莎拉·鮑伊德        | 艾登·巴格達奇                  | 2019年7月12日 | 2.30                  |
| 中士攻下和風一號艦橋，命令戴維斯讓飛機遠離水晶塔。貨車上的迪克無法拆解炸彈時，黛西情急之下製造震波將炸彈包裹起來免受衝擊，但貨車依然撞毀整座塔而釋出一群伯勞，使梅一行人被困在車中。就在快抵擋不住之下，黛西採取“咽喉點”作戰方式打開後門，用震波粉碎所有飛進來的伯勞。見計劃失敗的伊賽爾開工程船離開大氣層，迫使中士不顧一切的追趕她，當派斯被埃琳娜挾持時，中士寧願殺死他得以繼續追擊。不情願繼續這麼做的賈科選擇幫助埃琳娜，讓麥克擊敗中士奪回控制權。身在工程船上的費茲和潔瑪感覺到伊賽爾心懷鬼胎，想辦法躲避她的同時聯繫上和風一號，麥克帶領埃琳娜、戴維斯和自願協助的賈科，乘坐昆式戰機至工程船上展開營救。費茲和潔瑪最終獲救，但所有寄生伯勞的船員迅速包圍他們，賈科於是製造直通貨車的傳送門，讓神盾局全員得以正式團聚。為了完成使命並為已故家人報仇，賈科向眾人告別後獨自拿炸彈回到船上，引爆炸彈跟所有宿主在太空中同歸於盡。危機結束後，眾神盾局隊員在燈塔基地慶祝勝利，戴維斯喝完酒就很快昏睡過去。中士遭關押以外，雪花因做過貢獻而在牢房裡得到特殊優待，麥克和埃琳娜經過這場行動釋盡前嫌而重新開始交往。但後來，梅來到中士的牢房，失控般的對中士身上開槍，看似將他槍殺身亡。          |             |                                                          |                    |                                |               |                       |
| 120 | 10          | 飛躍 Leap                                                | 蓋瑞·A·布朗        | 德魯·Z·格林伯格                | 2019年7月19日 | 2.38                  |
| 中士的遺體被送至實驗室，身負致命傷卻還有脈搏，連傷口都開始慢慢自愈。動用私刑的梅一開始自行認罪，但後來卻又改口稱她不記得事情經過，只記得她離開派對不久後就斷片。戴維斯同樣不記得任務結束後的經歷，眾人斷言伊賽爾靠附身能力潛入基地。麥克立即封鎖整座燈塔，分別用提問心事的方式來查證在場同伴是否被附身，並將無嫌疑的黛西和埃琳娜關起來以防止伊賽爾附身於她們。由於回答不出問題，伊賽爾自行現身索要屬於她的三塊巨石，連續附身過多數人後、轉移至戴維斯身上而控制他從平台上跳下去墜亡，最後又轉移至擁有最高權限的麥克身上。費茲調查出三塊巨石分別擁有空間、時間和創造屬性，推斷考森一年前將恐懼維度封閉時，無意間讓巨石創造出另一個他且送往過去。中士這時清醒並逃出監禁，跟奪取到封存巨石能量的重力鎓球體的伊賽爾對峙。伊賽爾表示中士和她都來自一座非物質精神世界，僅是獲得考森軀體而得到一些認知及回憶；伊賽爾還告知中士的本名為「帕查庫特克」（Pachakutiq），一直以來對她的“憎恨”其實都是“渴望”。中士拒絕接受現實，伊賽爾附身於趕到門口的埃琳娜，迫使黛西等人讓她帶著球體搭乘和風一號離開，麥克冒險自願跟她一起走。記憶雜亂無章的中士被關回牢房，焦躁不安之下開始湧現出他的真實力量。                      |             |                                                          |                    |                                |               |                       |
| 121 | 11          | 浴火重生 From the Ashes                                  | 珍妮佛·彭          | 詹姆斯·C·奧利佛 ＆ 莎拉·奧利佛 | 2019年7月26日 | 2.14                  |
| 神盾局全員開始全力搜尋麥克和埃琳娜下落，梅試圖向中士問出一些關於考森“回憶”的資訊，但中士不想配合她、同時體內力量開始失控。焦慮不安的黛西急切想弄清楚中士的底細，她不聽人勸的舉動讓所有人看出她一直以來都在逃避考森已死的事實。黛西於是想辦法讓自己接受事實，用震波扭斷中士的脖子使他再次復活，使他完全顯露出強大力量，開始四處尋找出路。黛西試圖拿中士的劍阻止他，但親耳聽見他叫她一聲“絲凱”後便收手，認同他體內留有許多考森的意識。中士被勸降後，費茲、潔瑪和迪克靠中士的話共同解答出伊賽爾的能力跟共振頻率有關，於是開始著手為所有人製作便攜式屏障。伊賽爾附身於麥克叫來班森詢問她的一座瑪雅古廟位置，為了讓班森配合而開啟恐懼維度製造出班森已故丈夫的化身，威脅會讓班森反復目睹丈夫死亡的慘劇。班森迫不得已交代出古廟位置，麥克和埃琳娜想辦法讓他用飛機的隔離艙撤離出去通報神盾局。飛機抵達古廟後，伊賽爾威脅麥克和埃琳娜幫她描繪出巨石原先的模樣，藉以幫她重新構建、打開通往她家鄉維度的通道帶來她的家人。兩人不願配合她，但三塊巨石隨即創造出他們在未來結識的年輕異人佛林特。另一方面，瑪拉基決定佔領地球來重塑長生星，於是帶頭背叛殺害阿塔拉，獨自掌權成為長生人最高統領。                |             |                                                          |                    |                                |               |                       |
| 122 | 12          | 信號 The Sign                                            | 妮娜·洛佩茲-柯拉多 | 諾菈·查克曼 ＆ 莉菈·查克曼     | 2019年8月2日  | 1.88                  |
| 麥克和埃琳娜目睹佛林特被巨石創造出來，其留有起初在未來時的意識和記憶，但伊賽爾附身於他、用其異能重新造出三塊巨石，吟著歌打開通往黑暗次元的傳送門。伊賽爾隨即打斷佛林特的腿，其隨即釋出一大群伯勞至附近村落寄生人類組成“喪屍”軍團。在燈塔，迪克用中士的匕首造出一系列能攻克伯勞的武器，梅、黛西、派珀和中士搭機抵達古廟附近，黛西想辦法引開其他喪屍時，梅陪中士進入古廟對峙伊賽爾。迪克召集他公司的科研團隊，準備運用還未完善的跳躍引擎，他自行背著引擎卻奇跡成功傳送至古廟內。迪克趁機在巨石所在處安置攝像頭，幫忙解救出麥克三人後，卻得知引擎需要長達半小時的充能才能再次使用，因此他只好獨自引開其他喪屍躲入昆式戰機裡被包圍。麥克和埃琳娜將負傷的佛林特送回飛機，命令派珀帶著他離開現場去療傷後，緊接著被成群的喪屍追趕的黛西跑回來避難，卻也將大量喪屍引入飛機，使他們被團團包圍。在廟裡，中士無法殺死眼前的伊賽爾，開始處在考森皮囊及本體之間左右為難，即使梅盡全力試圖勾起中士好的一面，但中士最終選擇遵從自己的本體，用手中的劍刺穿梅的胸膛後，將她扔進通往黑暗次元的傳送門作為信號。另一方面，伊諾克在基特森星會見同是人類學家的舊識以賽亞時，未知他已倒戈效力於瑪拉基而遭到他偷襲。    |             |                                                          |                    |                                |               |                       |
| 123 | 13          | 新生命 New Life                                          | 凱文·譚雀羅安      | 布蘭特·佛烈契 ＆ 傑德·溫登     | 2019年8月2日  | 1.88                  |
| 瑪拉基帶領獵人入侵燈塔基地展開血洗，透過費茲和潔瑪的記憶陸續癱瘓神盾局所有緊急規程，同時獲得福瑞的工具盒。費茲和潔瑪原本準備用自殺式攻擊來制止長生人，但所幸伊諾克靠冒充以賽亞身份混進燈塔解救他们，同時提出唯一的“解決方案”。麥克三人抵禦喪屍進攻時，埃琳娜不慎被一隻伯勞寄生而受感染，迪克及時駕駛戰機救出他們。這時，梅掉進無生死的黑暗次元，即使身負重傷卻仍然甦醒繼續行動，她干預兩界連通的過程迫使伊賽爾親自進入次元跟她決鬥。黛西和麥克回到廟裡跟化為本來面目的中士正面交鋒，但回到現實的伊賽爾當場被身後的梅刺殺，麥克拿起同一把劍將中士斬殺使他不復存在，埃琳娜體內的伯勞隨即死去而使她恢復自我。傳送門關閉後，梅原本準備在另一世界跟考森相會，但潔瑪突然帶領她的團隊現身，將梅放進冬眠艙保持靜止、採集巨石樣本、帶領眾人疏散至“升級”過的和風一號上及時撤退，而整座古廟連同所有巨石則被長生人發射導彈摧毀。靠費茲升級過的跳躍引擎，一行人靠和風一號時間旅行至幾十年前的紐約市，潔瑪解釋來到過去能讓她們提前做好抵禦長生人進攻的萬全準備；但由於長生人已將神盾局的一切收入囊中，她們被迫啟用以長生人技術強化、再以生物機械替身“復生”的考森，讓他重新擔任專家兼領袖。                    |             |                                                          |                    |                                |               |                       |

## 收視
| 總集數 | 集數 | 標題               | 播出日期      | 收視／份額 （18–49歲） | 收視 （百萬） | DVR （18–49歲） | DVR收視 （百萬） | 加總 （18–49歲） | 總收視 （百萬） |
| ------ | ---- | ------------------ | ------------- | ---------------------- | ------------- | --------------- | ---------------- | ---------------- | --------------- |
| 111    | 1    | 殘缺不全（Missing Pieces）       | 2019年5月10日 | 0.4/3                  | 2.31          | 0.5             | 1.32             | 0.9              | 3.63            |
| 112    | 2    | 絕佳時機（Window of Opportunity）       | 2019年5月17日 | 0.4/3                  | 2.18          | 0.4             | 1.24             | 0.8              | 3.42            |
| 113    | 3    | 外星賭城風情畫（Fear and Loathing on the Planet of Kitson） | 2019年5月24日 | 0.4/3                  | 2.26          | 0.4             | 1.09             | 0.8              | 3.40            |
| 114    | 4    | 黃色警戒（Code Yellow）       | 2019年5月31日 | 0.5/3                  | 2.35          | 0.4             | 1.10             | 0.9              | 3.45            |
| 115    | 5    | 另一件事（The Other Thing）       | 2019年6月14日 | 0.4/3                  | 2.18          | 0.4             | 1.03             | 0.8              | 3.21            |
| 116    | 6    | 心靈牢籠（Inescapable）       | 2019年6月21日 | 0.4/3                  | 2.12          | 0.3             | 1.01             | 0.7              | 3.13            |
| 117    | 7    | 早說過（Toldja）         | 2019年6月28日 | 0.4/3                  | 2.17          | 0.4             | 1.02             | 0.8              | 3.19            |
| 118    | 8    | 星際碰撞（）       | 2019年7月5日  | 0.3/2                  | 1.79          | 0.4             | 1.03             | 0.7              | 2.82            |
| 119    | 9    | 星際碰撞（）       | 2019年7月12日 | 0.4/3                  | 2.30          | 0.4             | 1.04             | 0.8              | 3.34            |
| 120    | 10   | 飛躍（Leap）           | 2019年7月19日 | 0.5/3                  | 2.38          | 0.3             | 1.07             | 0.8              | 3.45            |
| 121    | 11   | 浴火重生（From the Ashes）       | 2019年7月26日 | 0.4/3                  | 2.14          | 0.3             | 0.99             | 0.7              | 3.13            |
| 122    | 12   | 跡象（The Sign）           | 2019年8月2日  | 0.4/3                  | 1.88          | 0.4             | 1.09             | 0.8              | 2.97            |
| 123    | 13   | 新生命（New Life）         | 2019年8月2日  | 0.4/3                  | 1.88          | 0.4             | 1.09             | 0.8              | 2.97            |

## 外部連結
- 官方网站（英文）
- 《《神盾局特工》》各集列表 来自互联网电影数据库
- 製作公司官方網站 （页面存档备份，存于）（英文）